# Syrminiemi
Syrminiemi är en ö i Finland. Den ligger i sjön Muddusjärvi och i kommunen Enare i landskapet Lappland, i den norra delen av landet, 1 000 km norr om huvudstaden Helsingfors. Öns största längd är 13 kilometer i sydväst-nordöstlig riktning.

## Klimat
Trakten ingår i den boreala klimatzonen. Årsmedeltemperaturen i trakten är −4 °C. Den varmaste månaden är juli, då medeltemperaturen är 14 °C, och den kallaste är februari, med −18 °C.